# فهد عودة
فهد عودة لاعب كرة قدم سوري من مواليد حمص، يلعب مع الكرامة الحمصي.